# Rotraut Susanne Berner
Pour les articles homonymes, voir Berner.
Rotraut Susanne Berner est une auteure de littérature de jeunesse et illustratrice allemande. Elle est lauréate en 2016 du prestigieux prix international, le Prix Hans-Christian-Andersen, dans la catégorie Illustration.

## Biographie
Rotraut Susanne Berner intègre l'université Louis-et-Maximilien de Munich puis fait ses études de graphisme entre 1971 et 1975 à l’université de sciences appliquées de Munich. De 1975 à 1977 elle travaille comme graphiste dans la publicité. De 1977 à 1988 elle travaille comme illustratrice et auteure à Munich, puis à Heidelberg de 1988 à 2003. Depuis 2003 elle est artiste indépendante à Munich.
Rotraut Susanne Berner reçoit en 1984 le Deutscher Jugendliteraturpreiss de l'illustration (prix allemand de l’illustration jeunesse).
Ses livres les plus connus se déclinent en cinq titres (Wimmel-Bücher) : Winter-Wimmelbuch (Le Livre de l'hiver), Frühlings-Wimmelbuch (Le Livre du printemps), Sommer-Wimmelbuch (Le Livre de l'été), Herbst-Wimmelbuch (Le Livre de l'automne) et Nacht-Wimmelbuch (Le Livre de la nuit), dont l'histoire se déroule dans une petite ville fictive, Wimmlingen. La particularité étant que ce sont les mêmes personnages et la ville qui évoluent de tome en tome, par exemple on retrouve une femme enceinte dans le premier tome puis avec un enfant dans une poussette.
En 2007 une maison d'édition des États-Unis lui demande de publier son œuvre, mais en changeant des détails, en cause la représentation de la nudité (sur un tableau et une statuette dans le musée) qui risquait d'être un frein à la vente. Rotraut Susanne Berner refuse de céder à la restriction des libertés artistiques. Ses livres seront finalement édités par la maison d'édition américaine Chronicle Books à l'automne 2008.
Elle devient éditrice en 2013, après le décès de son conjoint Armin Abmeier, de Die Tollen Hefte.
En 2016, elle est couronnée par le Prix Hans-Christian-Andersen, dans la catégorie Illustration, prix international danois.

## Ouvrages
Wimmelbücher
Auteure et illustratrice
- Winter-Wimmelbuch, Gerstenberg Verlag, 2003  (ISBN 3-8369-5033-2), éditée en français chez La Joie de lire  (ISBN 978-2-88258-500-4).
- Frühlings-Wimmelbuch, Gerstenberg Verlag, 2004  (ISBN 3-8369-5057-X), éditée en français chez La Joie de lire.
- Sommer-Wimmelbuch, Gerstenberg Verlag, 2005  (ISBN 3-8369-5082-0), éditée en français chez La Joie de lire.
- Herbst-Wimmelbuch, Gerstenberg Verlag, 2005  (ISBN 3-8369-5101-0), éditée en français chez La Joie de lire.
- Nacht-Wimmelbuch, Gerstenberg Verlag, 2008  (ISBN 978-3-8369-5199-9), éditée en français chez La Joie de lire.